# Karl-Erik Borg
Karl-Erik Borg ansågs vara Varas revykung eftersom han producerade över 700 revytexter. Han föddes 1914 i Falköping och avled 1995.

## Yrkesliv
Borg började som frisör men övergick senare till att bli journalist för Skaraborgs Läns Tidning. Senare blev han en av tidningens lokalredaktörer. Förutom sitt bidrag till revyn skrev han texten "Hôl i vägga" som anses vara Varas inofficiella nationalsång. Borg var även engagerade i IOGT-NTO och under en tid hade han rollen som "Barnens dag"-general. År 1994 tilldelades han priset "Vara kommuns kulturpris".